# 大中国
大中（だいちゅう）は、1094年に鄯闡高氏によって建てられた国家で、その領域はおおむね現在の中国の雲南省を中心に、四川省や貴州省の一部、さらにミャンマー北部やベトナム、ラオスの一部にも及んでいたが、1096年に滅亡した。

## 背景
宋朝の1080年（元豊3年）、大理国の皇帝だった段廉義（上徳皇帝）が楊義貞に殺された。楊義貞は自ら即位して広安皇帝を称した。高智昇は、宰相に相当する清平官だった息子の高昇泰に、東方から兵馬を集め、楊義貞を討伐するよう命じた。これに成功すると、高氏は、段寿輝を擁立して大理皇帝とし、上明と改元した。国の乱れを平定した功績により、高智昇は布燮に封じられて宰相となり、高昇泰は鄯闡侯に封じられ、より大きな権力を握った。その後、高智昇は太保に加封された。1081年（元豊4年）、日食が起こって昼間に星が見えることがあり、高氏父子はこれを災いを呼ぶ天変であるとして、上明帝となっていた段寿輝を退位の上で出家させ、段正明を即位させ、高氏父子が国政を一手に握ることになった。

## 立国の過程
1094年、高昇泰は段正明を廃し、国号を大中と改めるとともに、元号を上治と改め、自ら皇帝として即位した。また、弟の高昇祥を鄯闡府（現在の昆明市）に、自身の幼い息子である高泰賢を永昌府（保山市）、高泰運を騰衝府（騰衝市）、高泰慧を鄯巨府（永勝県）に、それぞれ封じた。

## 亡国の過程
1096年、臨終を迎えた高昇泰は、雲南諸部が自身の治世に反対していることを理由に、息子の高泰明に、政権を段氏に返すよう遺言した。高昇泰は没後、富有聖徳表正皇帝という諡を贈られた。高泰明は、段正明の弟であった段正淳を大理皇帝としたが、以降のいわゆる後大理国の時期にも高氏は重要な地位を占め続けた。

## 君主
| 世   | 廟号 | 諡               | 姓名   | 年号 | 統治期間      |
| 大中 | 大中 | 大中             | 大中   | 大中 | 大中          |
| ---- | ---- | ---------------- | ------ | ---- | ------------- |
| 1    |      | 富有聖徳表正皇帝 | 高昇泰 | 上治 | 1094年─1096年 |

## 系図
|  |  | 高智昇                                |                                       |                                       |                                       |                                       |                                       |  |  |               |               |               |               |               |               |  |  |  |  |  |  |  |  |  |  |  |  |  |  |
|  |  |                                       |                                       |                                       |                                       |                                       |                                       |  |  |               |               |               |               |               |               |  |  |  |  |  |  |  |  |  |  |  |  |  |  |
|  |  |                                       |                                       |                                       |                                       |                                       |                                       |  |  |               |               |               |               |               |               |  |  |  |  |  |  |  |  |  |  |  |  |  |  |
|  |  | 大中富有聖徳表正皇帝 高昇泰 ?－1096年 | 大中富有聖徳表正皇帝 高昇泰 ?－1096年 | 大中富有聖徳表正皇帝 高昇泰 ?－1096年 | 大中富有聖徳表正皇帝 高昇泰 ?－1096年 | 大中富有聖徳表正皇帝 高昇泰 ?－1096年 | 大中富有聖徳表正皇帝 高昇泰 ?－1096年 |  |  | 鄯闡府 高昇祥 | 鄯闡府 高昇祥 | 鄯闡府 高昇祥 | 鄯闡府 高昇祥 | 鄯闡府 高昇祥 | 鄯闡府 高昇祥 |  |  |  |  |  |  |  |  |  |  |  |  |  |  |
|  |  | 大中富有聖徳表正皇帝 高昇泰 ?－1096年 | 大中富有聖徳表正皇帝 高昇泰 ?－1096年 | 大中富有聖徳表正皇帝 高昇泰 ?－1096年 | 大中富有聖徳表正皇帝 高昇泰 ?－1096年 | 大中富有聖徳表正皇帝 高昇泰 ?－1096年 | 大中富有聖徳表正皇帝 高昇泰 ?－1096年 |  |  | 鄯闡府 高昇祥 | 鄯闡府 高昇祥 | 鄯闡府 高昇祥 | 鄯闡府 高昇祥 | 鄯闡府 高昇祥 | 鄯闡府 高昇祥 |  |  |  |  |  |  |  |  |  |  |  |  |  |  |
|  |  |                                       |                                       |                                       |                                       |                                       |                                       |  |  |               |               |               |               |               |               |  |  |  |  |  |  |  |  |  |  |  |  |  |  |
|  |  | 太子 高泰明 ?－1116年                 | 太子 高泰明 ?－1116年                 | 太子 高泰明 ?－1116年                 | 太子 高泰明 ?－1116年                 | 太子 高泰明 ?－1116年                 | 太子 高泰明 ?－1116年                 |  |  | 永昌府 高泰賢 | 永昌府 高泰賢 | 永昌府 高泰賢 | 永昌府 高泰賢 | 永昌府 高泰賢 | 永昌府 高泰賢 |  |  |  |  |  |  |  |  |  |  |  |  |  |  |

## 領域
当時、大中国の領域は、東は西南夷に臨み、東北は宋朝に通じ、東南は李朝（交趾＝ベトナム北部）に及び、南は哀牢に隣接、西南は蒲甘（パガン王朝）に達し、北は吐蕃諸部に通じていた。大中国は立国後も、地方行政区画は基本的に大理国の制度をそのまま用い、首府は羊苴咩城としていた。その一方で、大中国は封建制度を採って、鄯闡・永昌・騰衝・鄯巨の諸府を設け、それぞれに皇族の統領を分封して、皇室を守る体制を整え、領域内を統治した。また、各地の懐柔政策も改め、雲南諸部を設け、大理国以来のものも合わせて三十余の多くの部を統治した。西北地区には鎮を設け、これを治めた。首府には、府・郡・鎮、さらに賧（甸）といった地方行政区画を設けた。

### 国内編制
| 都城、封府 | 府治現在所在地 | 高氏皇族領袖 |
| 首府       | 大理           | 大中国皇帝   |
| 鄯闡府     | 昆明           | 高昇祥       |
| 永昌府     | 保山           | 高泰賢       |
| 騰衝府     | 騰衝           | 高泰運       |
| 鄯巨府     | 永勝           | 高泰慧       |